# Sonate pour piano no 59 de Joseph Haydn
La Sonate pour piano no 59 Hob.XVI.49 en mi bémol majeur est une sonate pour pianoforte de Joseph Haydn. Composée en 1789-1790, elle témoigne de l'affection profonde du compositeur pour Marianne von Genzinger dont l'aide lui fut si précieuse pendant les ultimes années passées à Esterhaz.

## Structure
1. Allegro à 3/4
2. Adagio e cantabile
3. Finale : Tempo di menuet

## Source
- François-René Tranchefort, Guide de la musique de piano et clavecin; éd. Fayard 1987, p. 404  (ISBN 2-213-01639-9)